# 프세우다프리티스 우르빌리
프세우다프리티스 우르빌리(Pseudaphritis urvillii)는 페르카목에 속하는 조기어류 물고기의 일종이다. 프세우다프리티스과(Pseudaphritidae)와 프세우다프리티스속(Pseudaphritis)의 유일종이다. 강하형(降河型, catadromous) 물고기, "투퐁(tupong)" 또는 "콩골리(congolli)" 등의 이름으로도 알려져 있다.

## 분포
민물과 기수(汽水) 그리고 바닷물에서 발견된다. 태즈메이니아주를 포함한 오스트레일리아 남동부 주변 수역에서 발견된다. 흐름이 완만한 강 어귀와 개울에서 주로 서식한다. 수온의 범위는 5~20 °C이다.